# Hermann Finck
|  | Per a altres significats, vegeu «Hermann Finck (anglès)». |

Hermann Finck (Pirna, Electorat de Saxònia, 21 de març de 1527 – Wittenberg, 28 de desembre de 1558) fou un compositor alemany.
Era net del germà del també compositor Heinrich Finck. Fou organista a Wittenberg i va compondre diverses obres, entre elles dos Epitalamis a 5 veus, publicats el 1555, que denoten tanta inspiració com profunditat. També en la col·lecció d'obres del seu besoncle publicades per la Ges. F. Musickforschung es troben sis composicions d'en Finck. Malgrat tot, la seva obra més important és el tractat Practica musica (1556) que el situa entre els més notables didàctics de la seva època.